# توردا
شهر توردا (به رومانیایی: Turda) در شهرستان کلو در کشور رومانی واقع شده‌است. جمعیت این شهر ۵۵٬۷۷۰ نفر است.

## نگارخانه

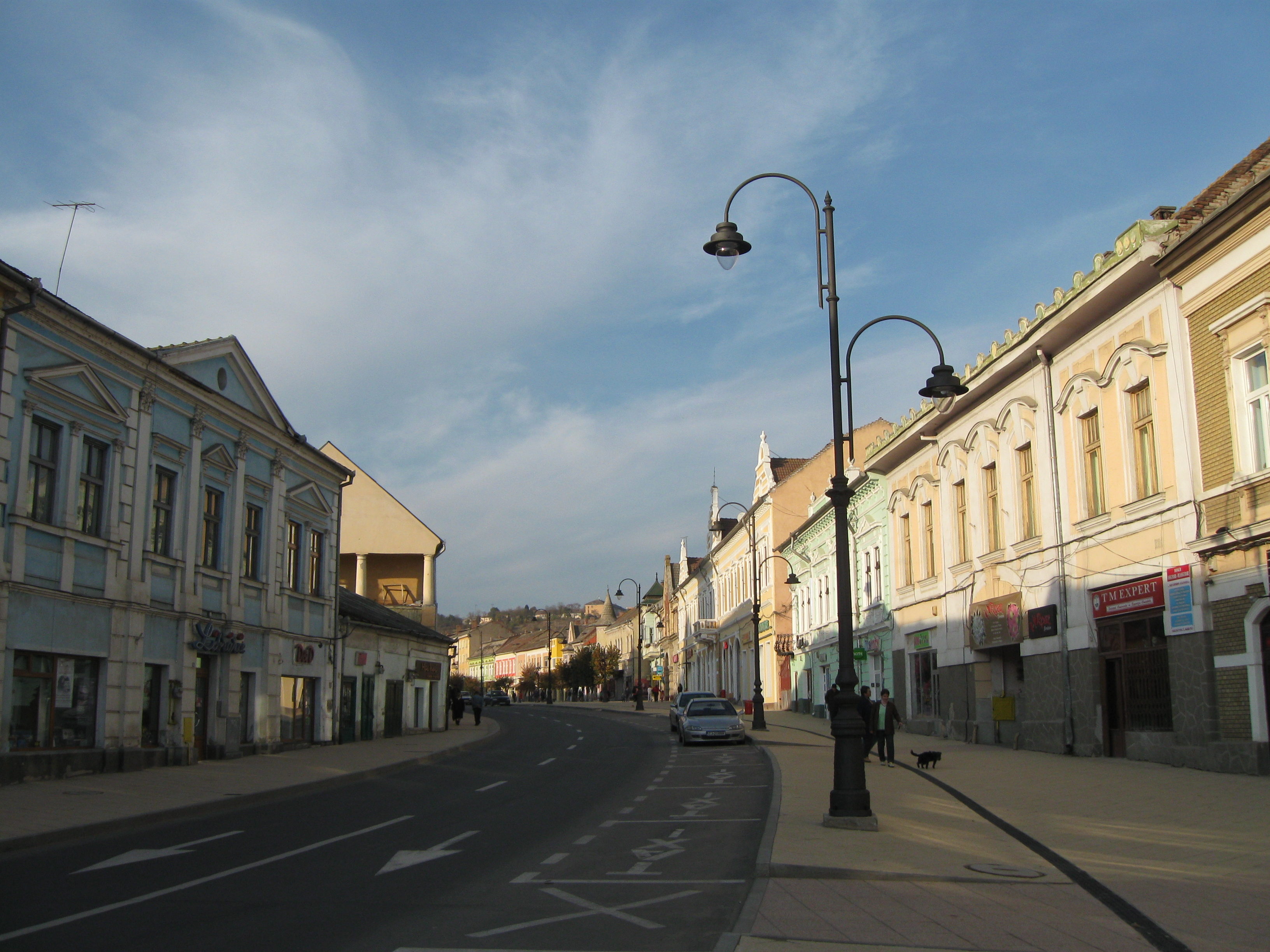
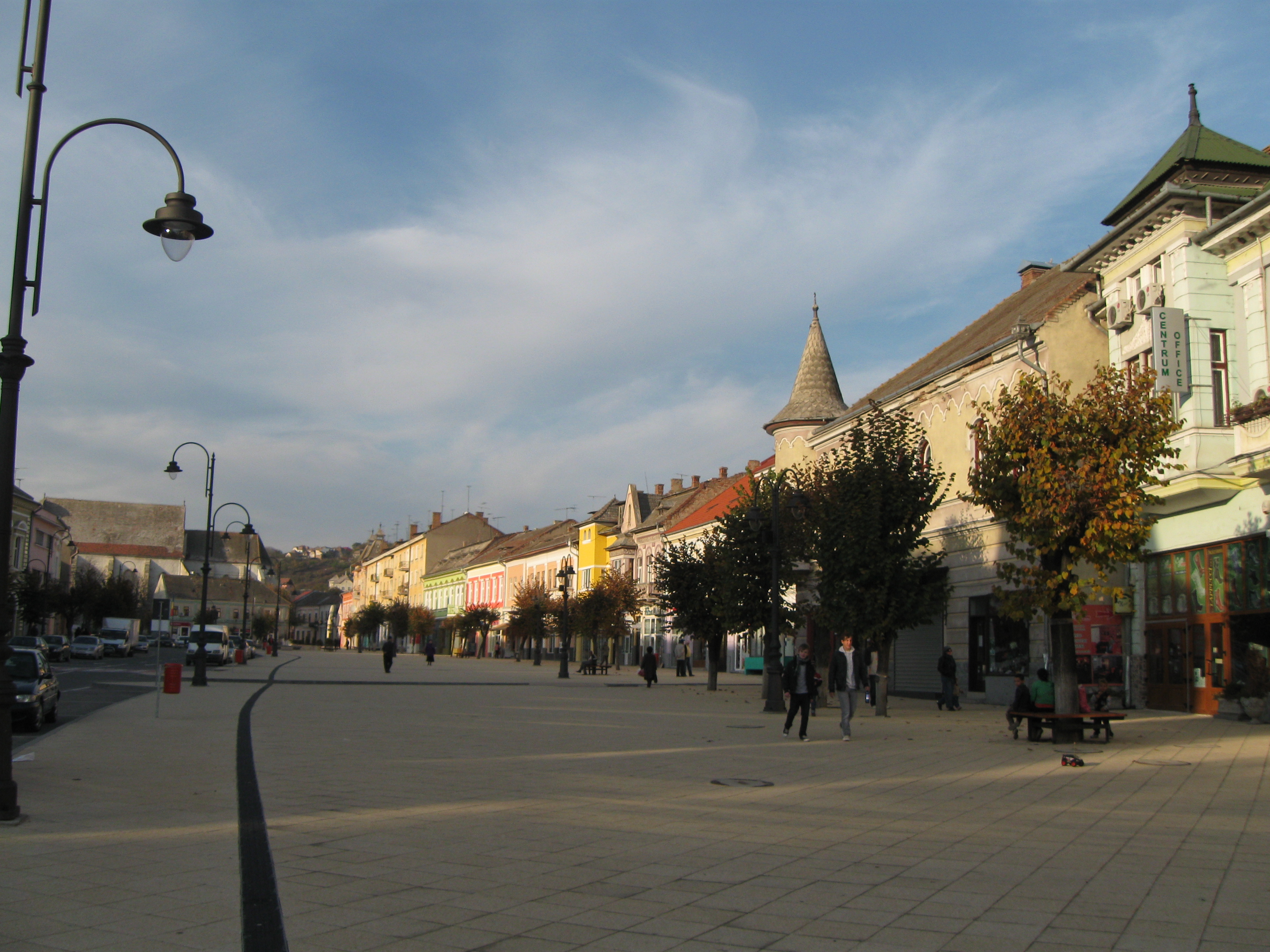
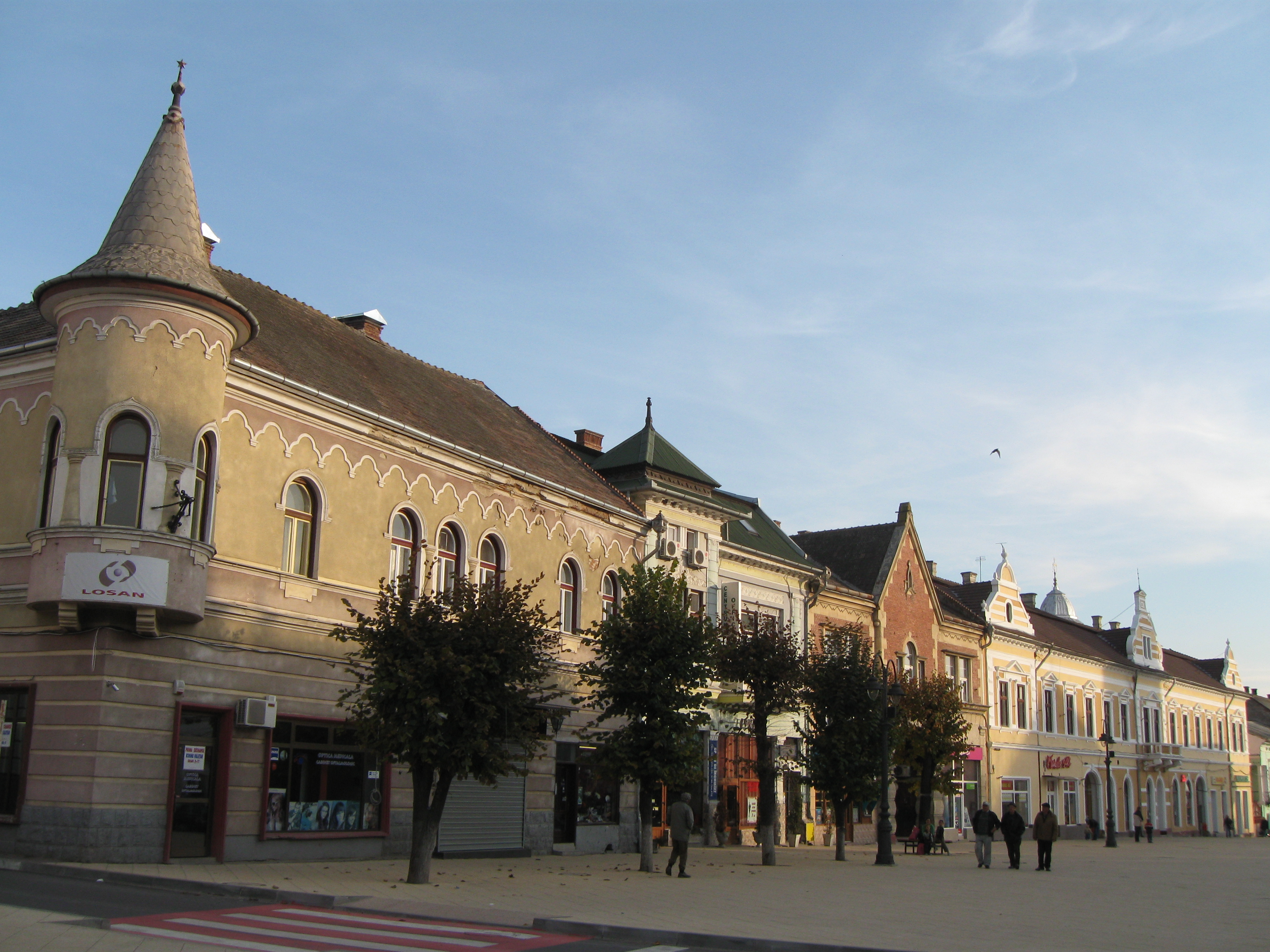
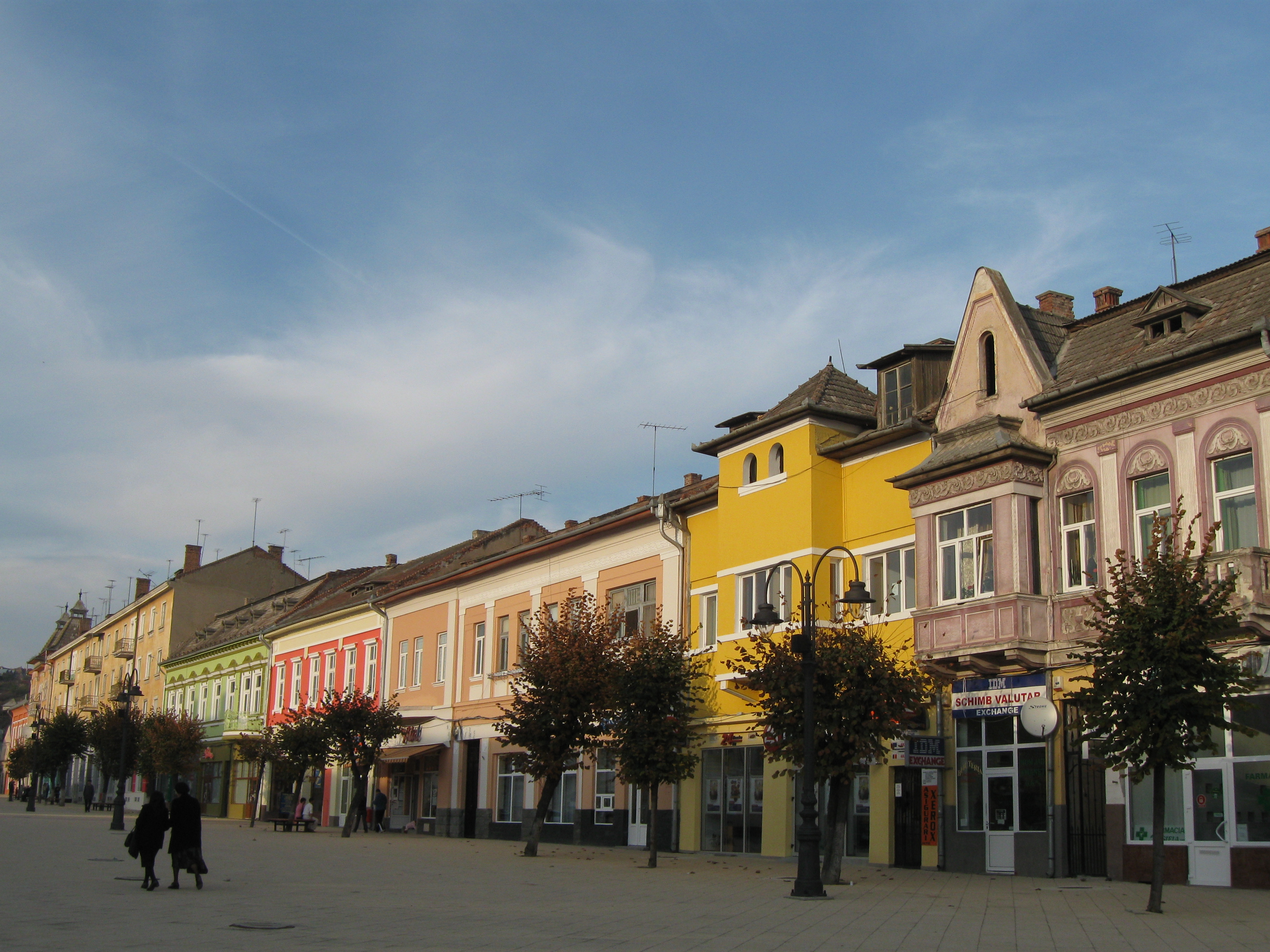
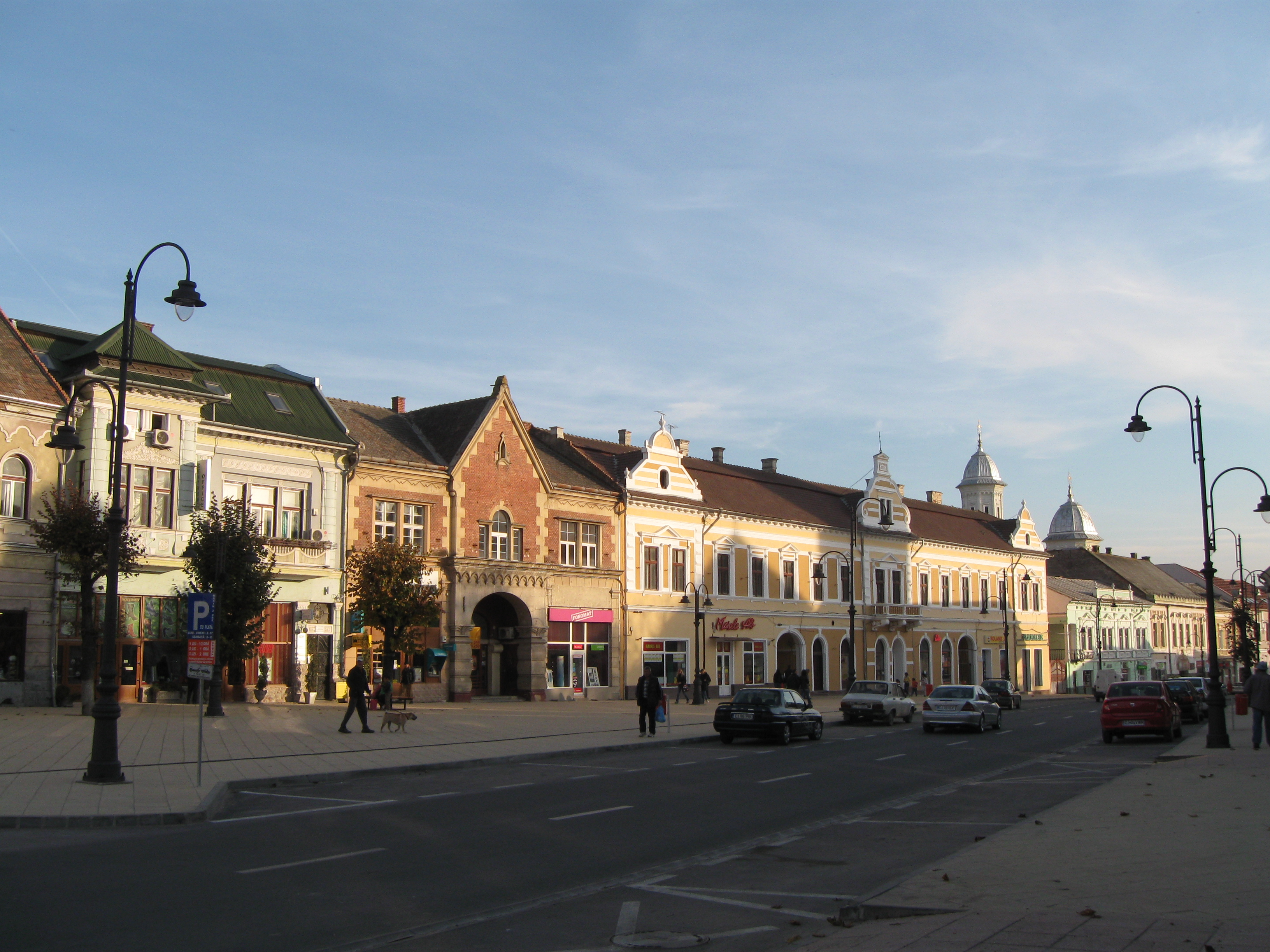
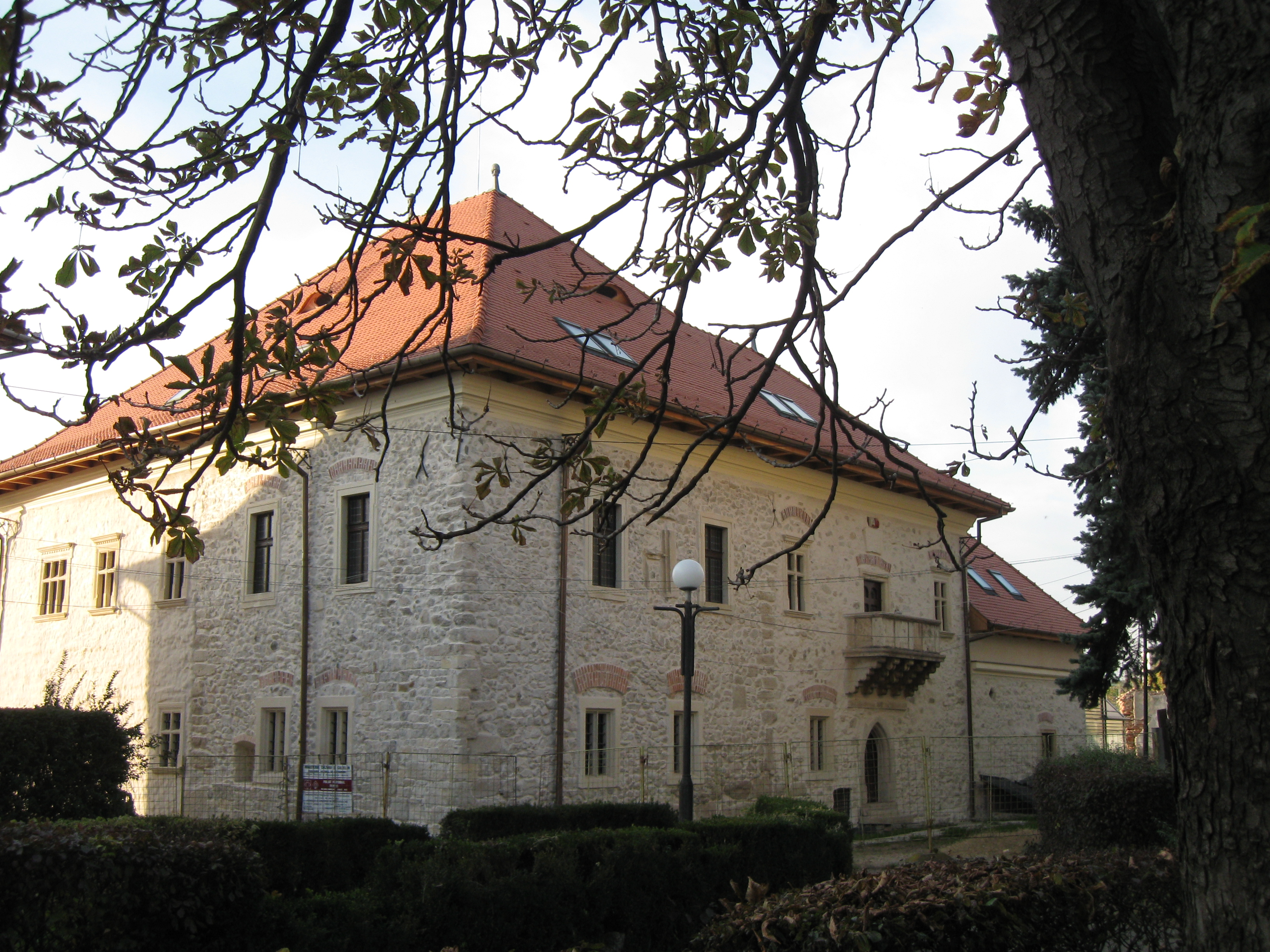
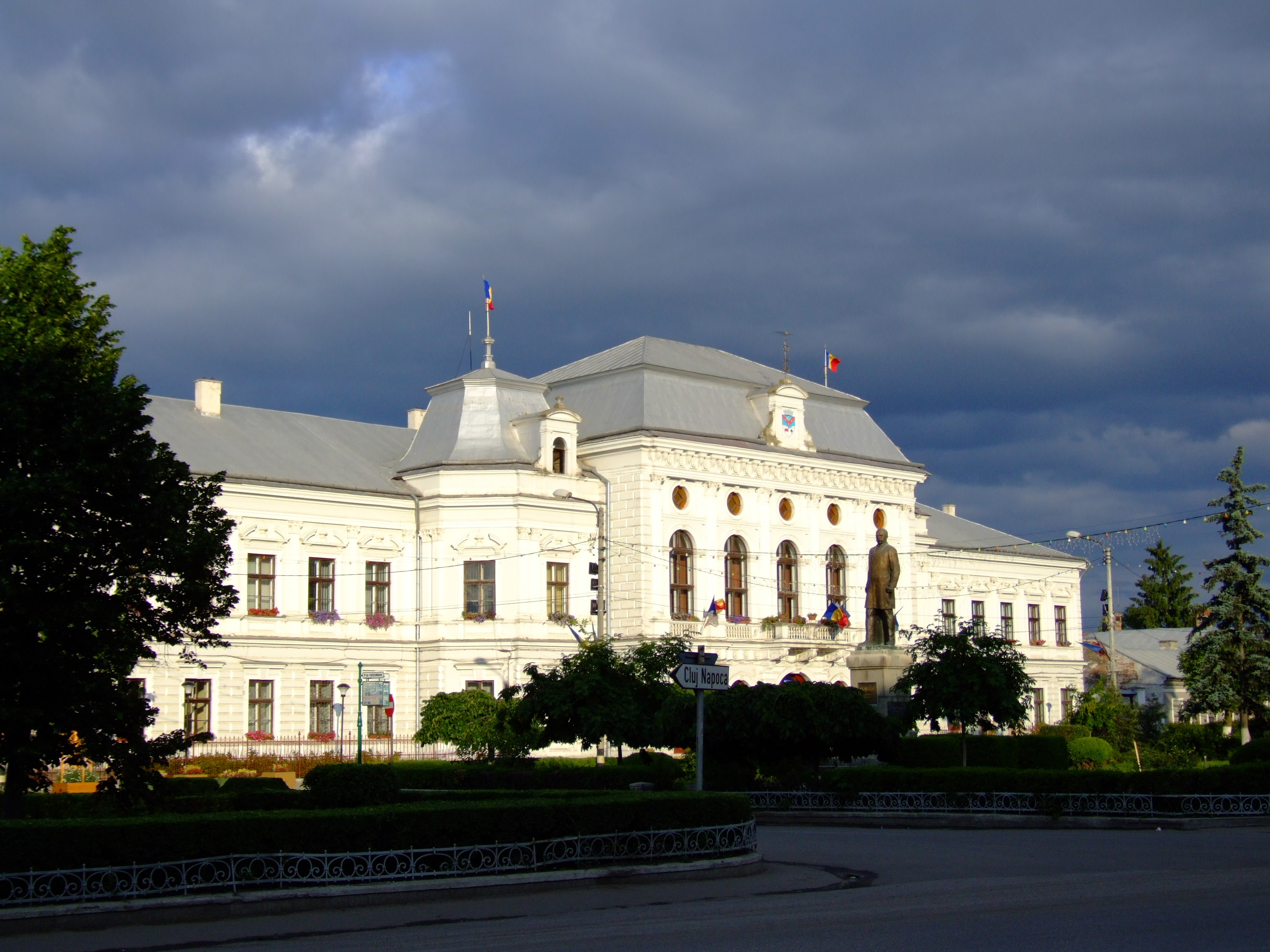
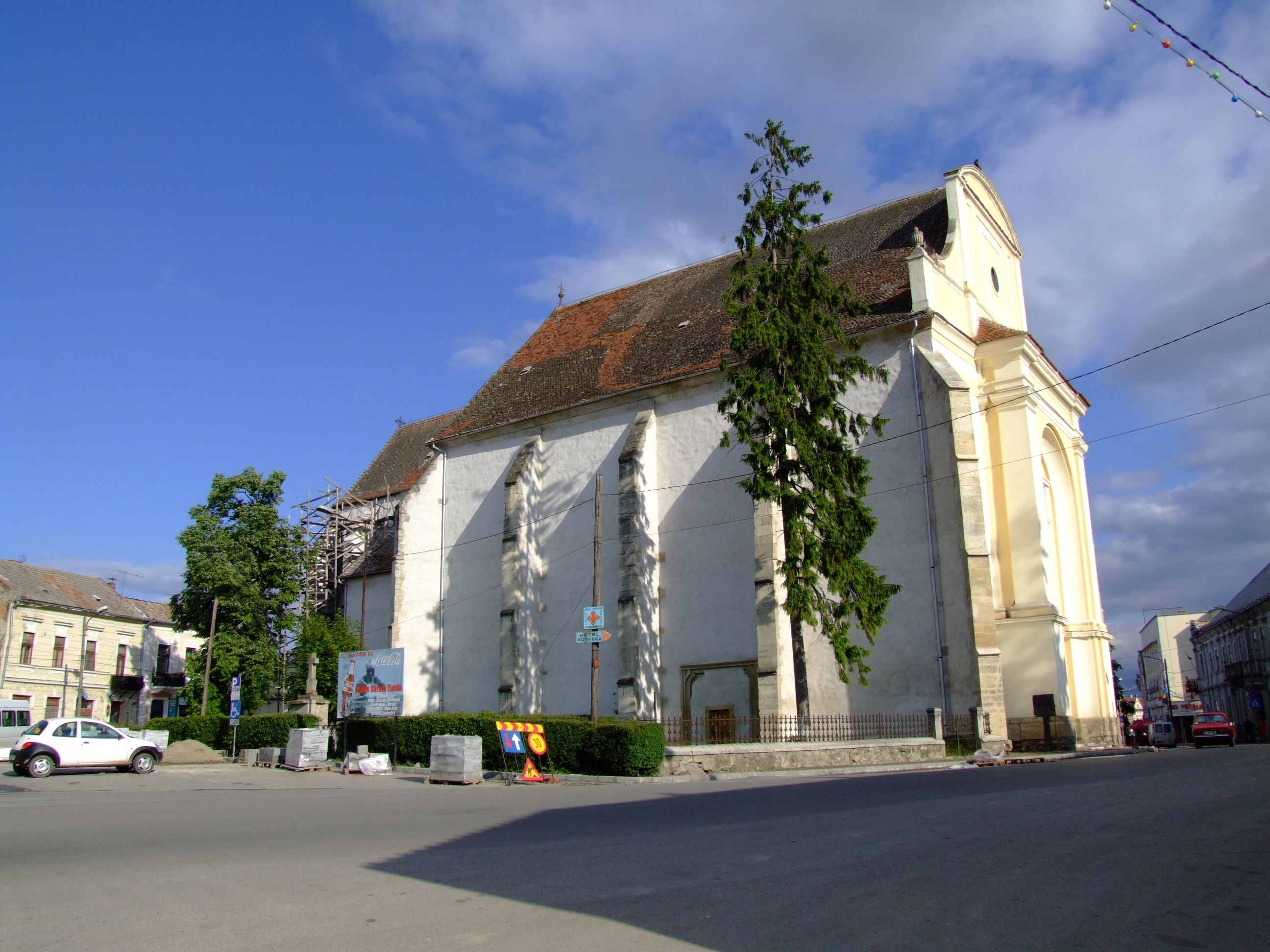
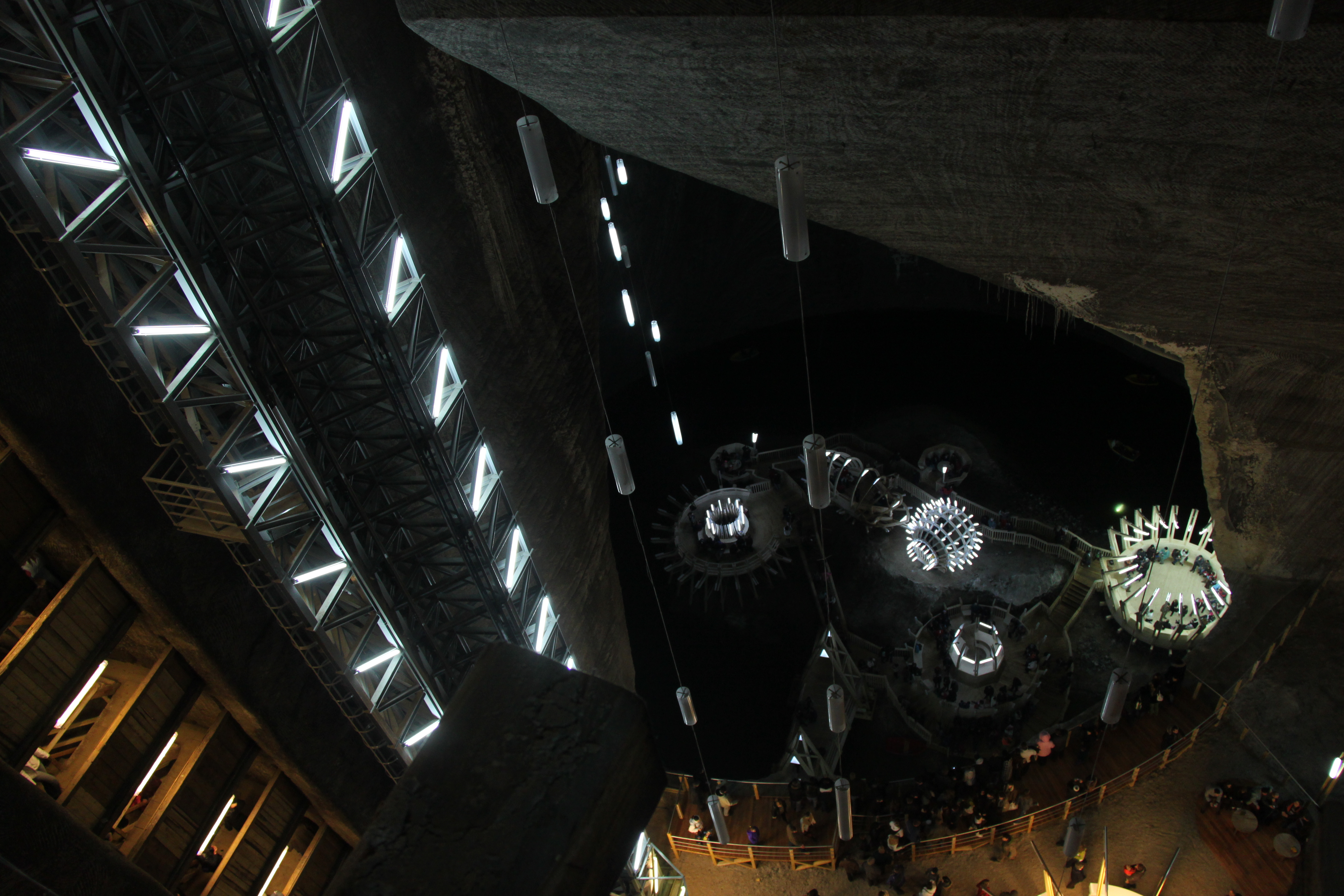
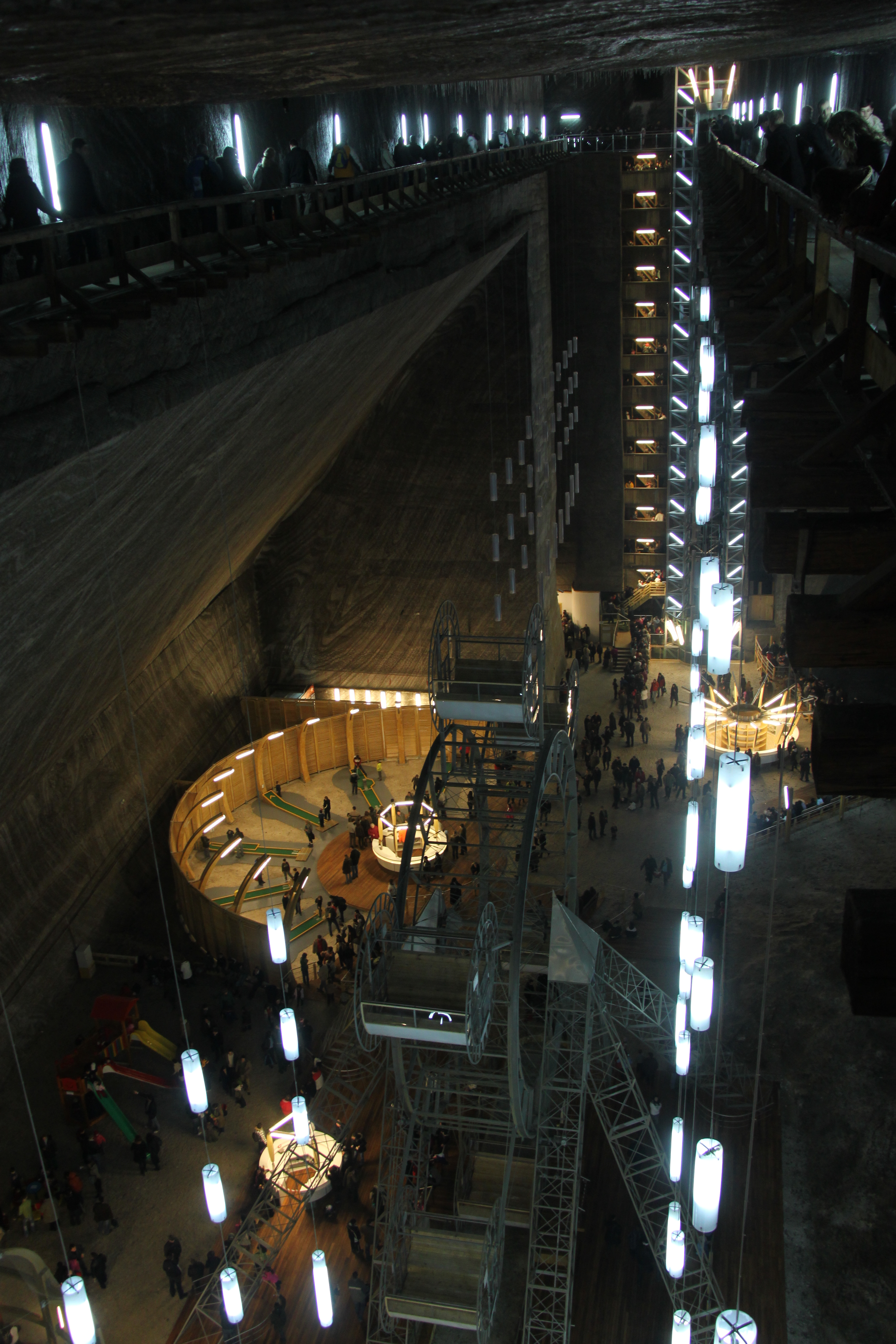
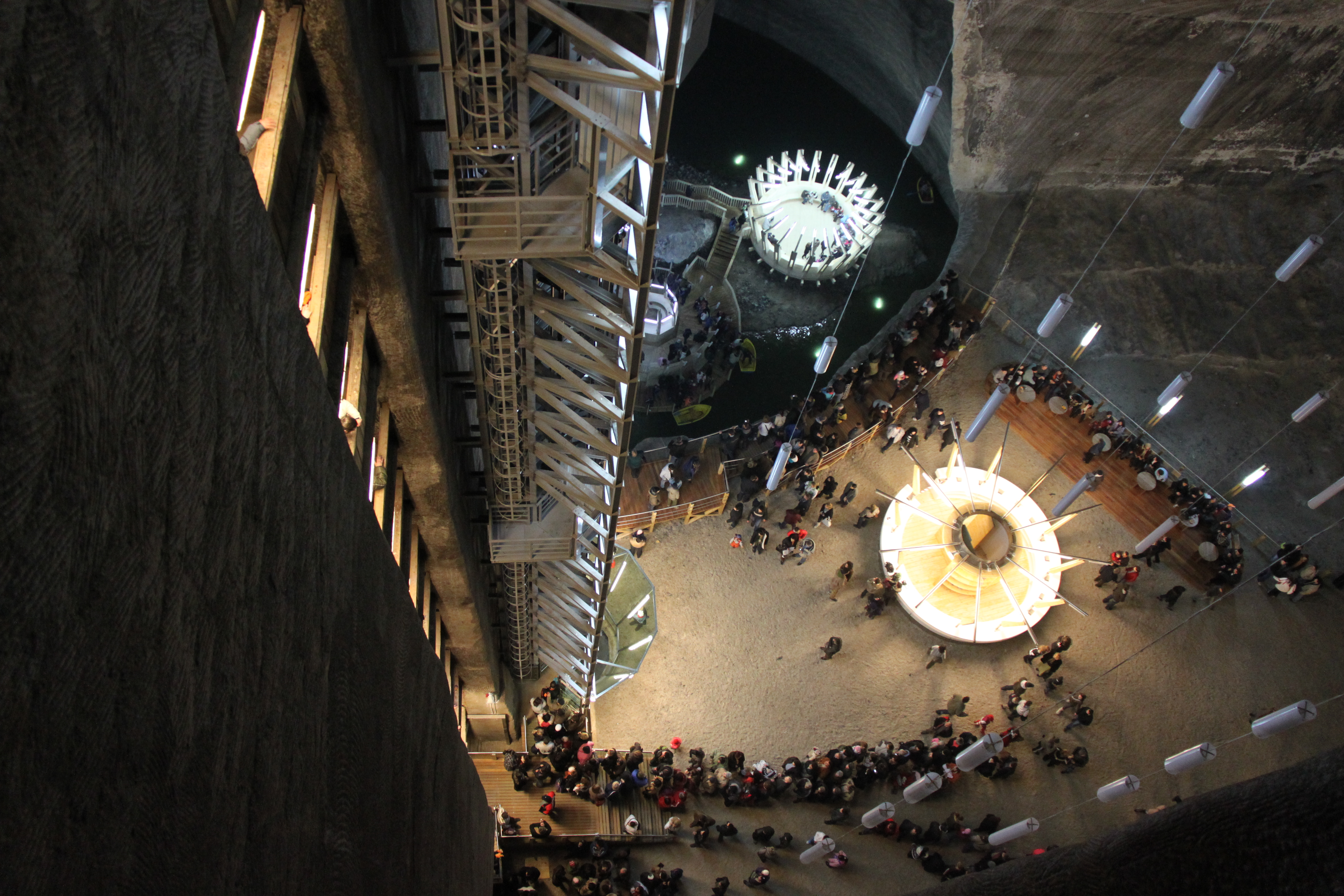
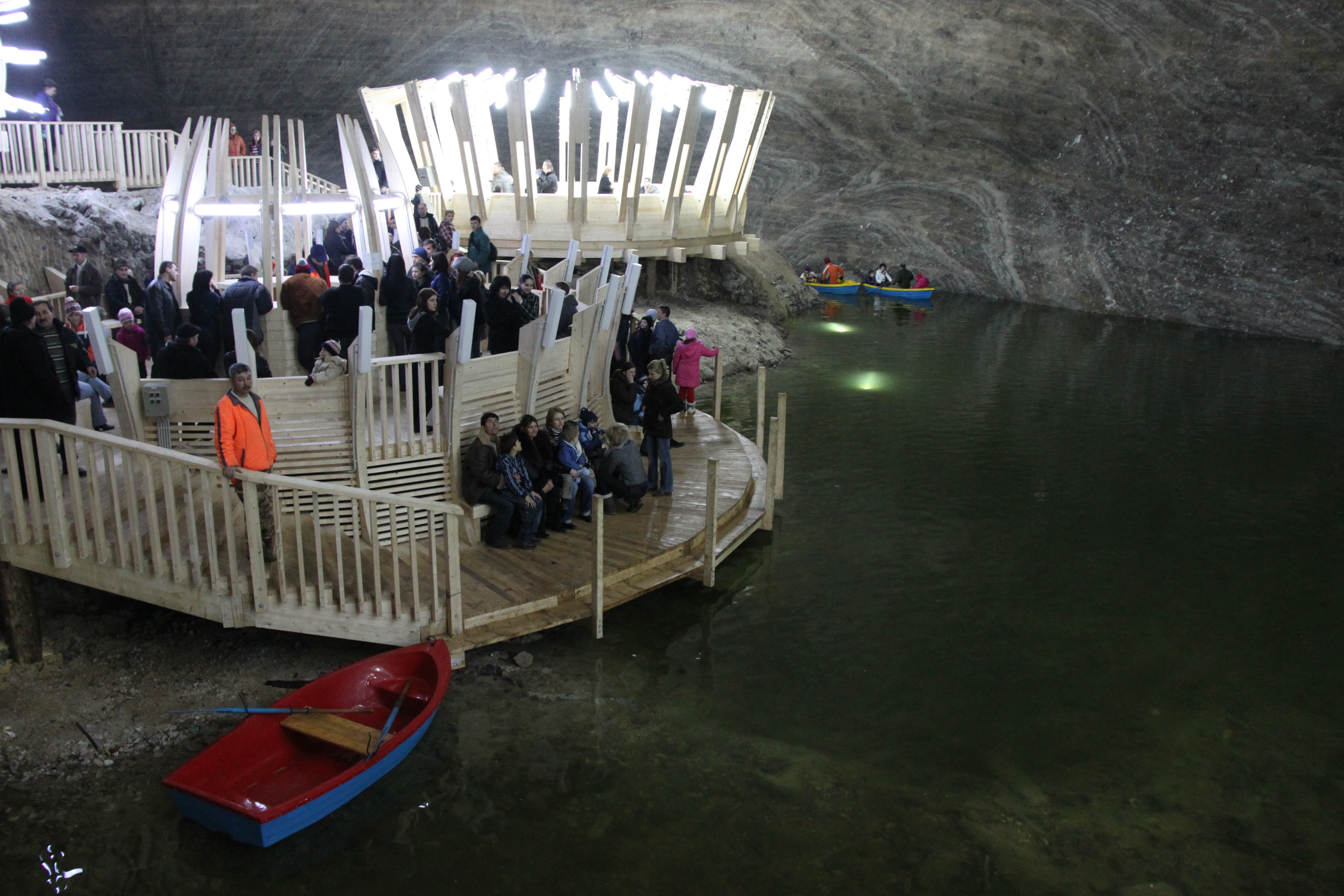
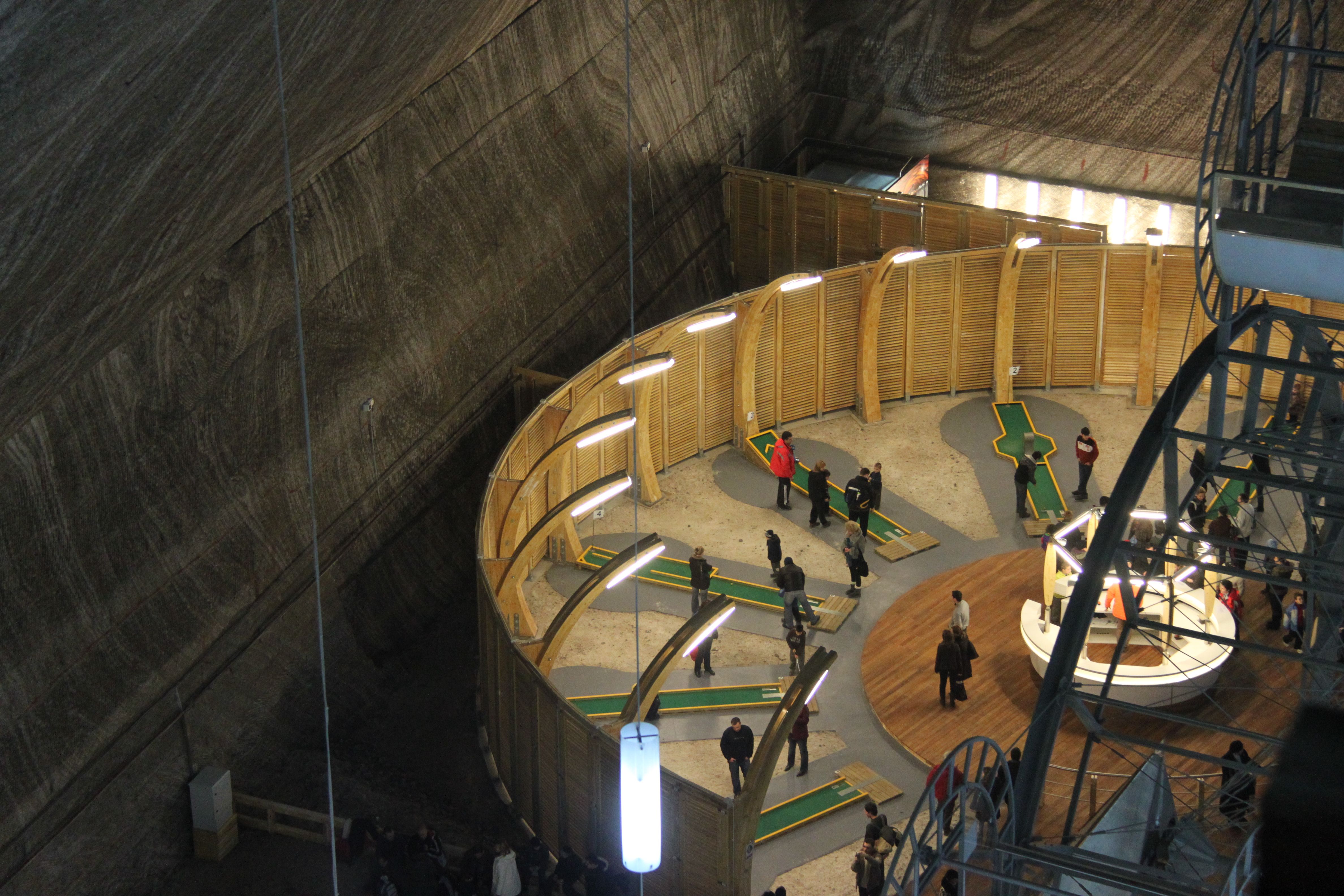
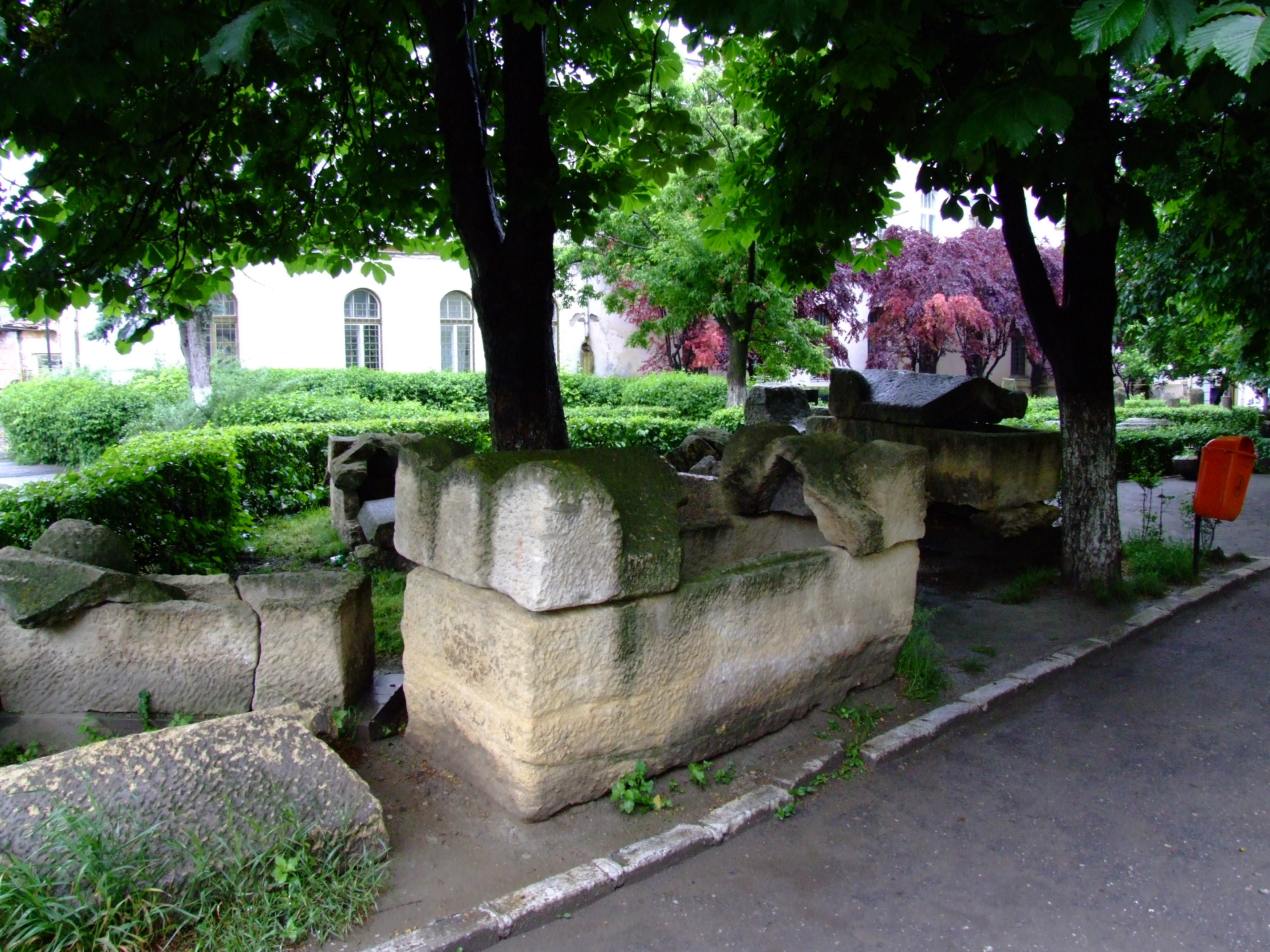
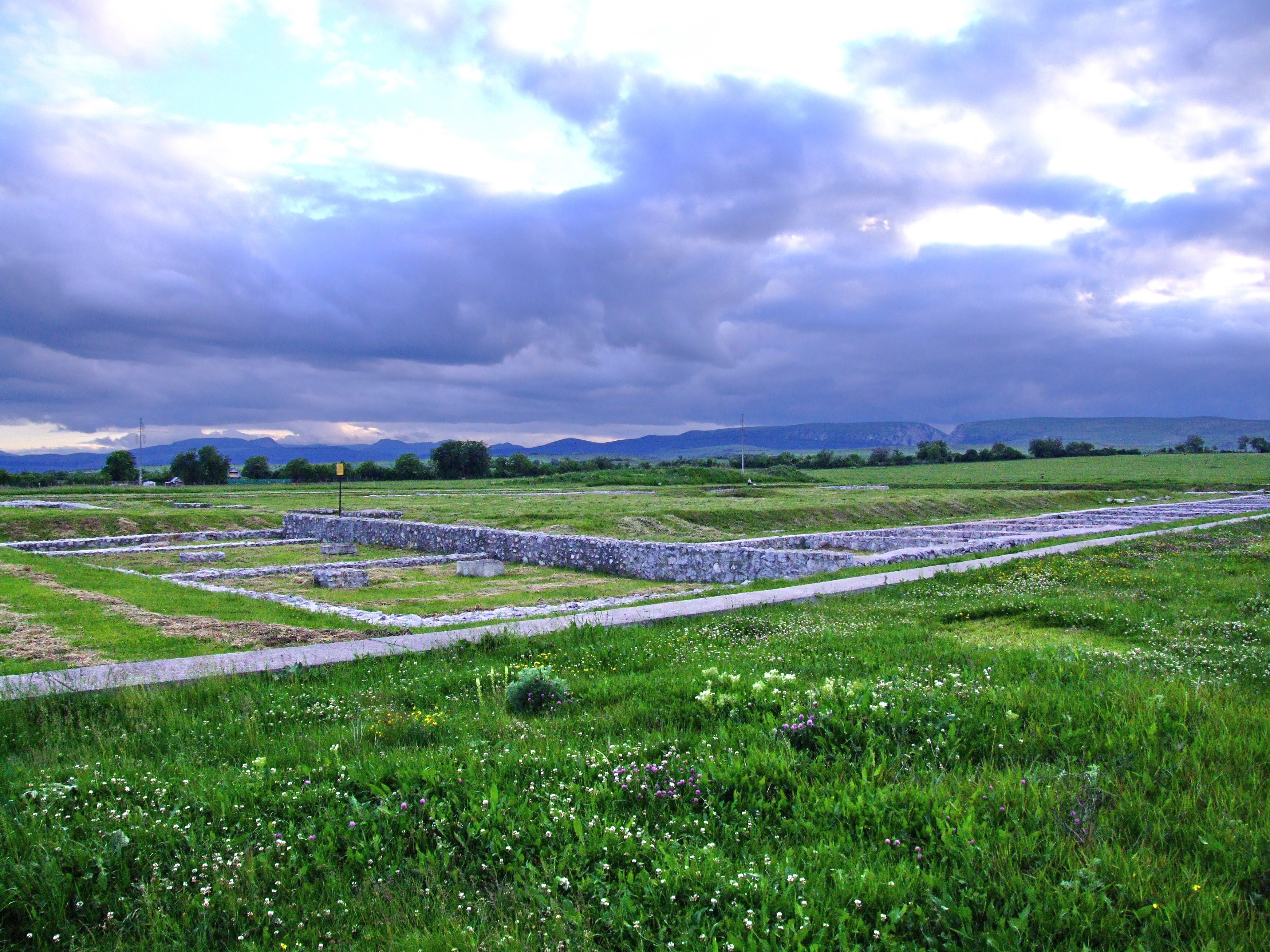
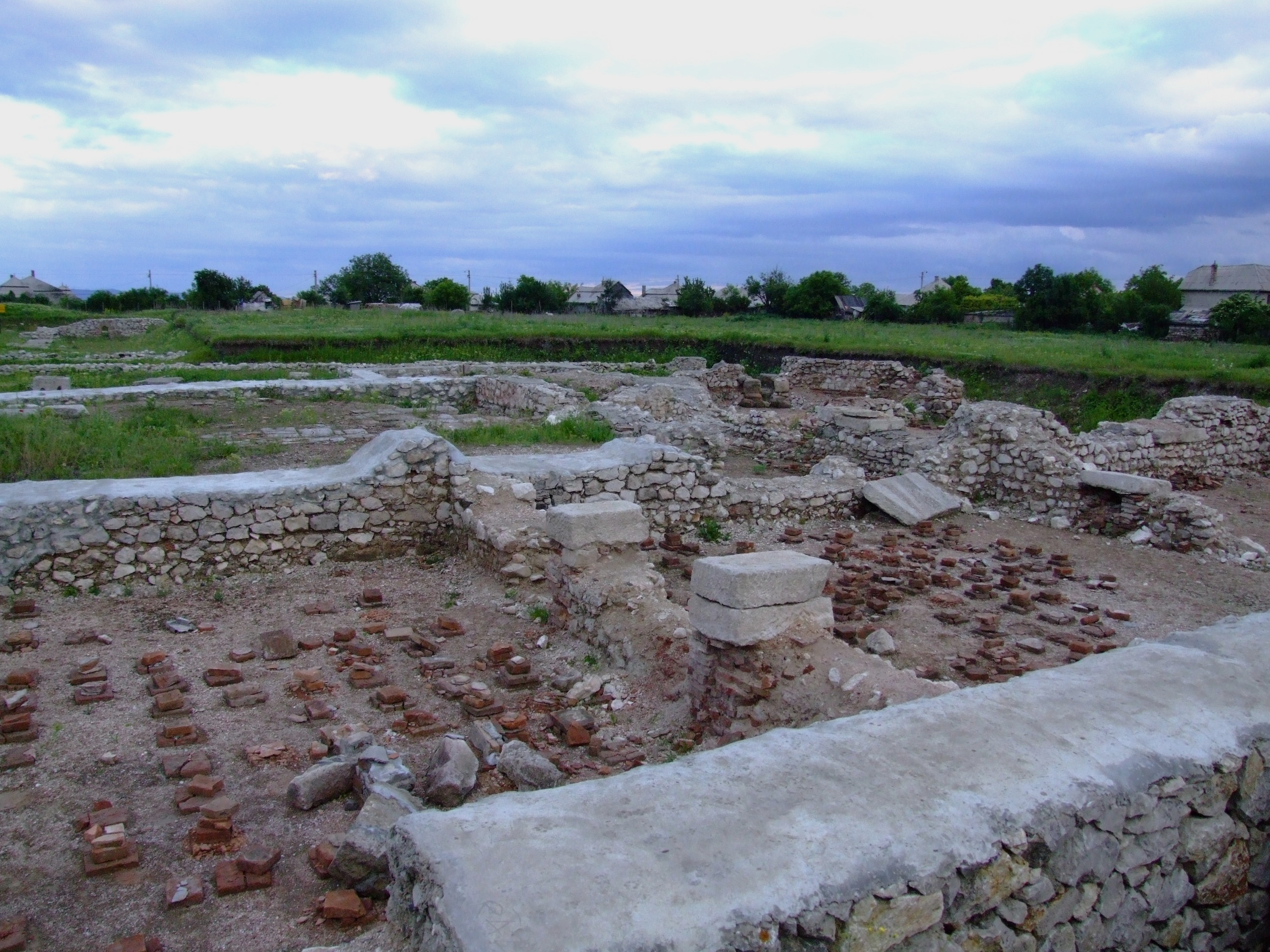